# Scymnus
Scymnus din Chios (Σκύμνος ὁ Xῖος; fl. c. 185 î.Hr.) a fost un geograf grec. El a fost declarat ca fiind autorul unei opere de geografie dedicată regelui Bithyniei (Periodos to Nicomedes), scrisă sub forma unei Descrieri a pământului locuit (Periegesis), care a fost mult timp confundat cu autorul unei alte opere scrisă în cca 1.000 de versuri iambice. Manuscrisul anonim al acesteia a fost publicat pentru prima oară la Augsburg în 1600, alături de Epitomele lui Marcianus din Heraclea Pontica, căruia i-a fost în mod fals atribuită. Lucas Holstenius și Isaac Vossius au fost primii care și-au dat seama de greșeală și au încercat să atribuie această operă de geografie lui Scymnos din Chios pentru că acesta este citat de mai mulți gramaticieni din Antichitatea Târzie ca autor al unei Periegesis. Însă în 1846  Augustus Meineke a publicat fragmente mai extinse din opera lui Scymnus din Chios și a demonstrat că acestea din urmă i-au fost în mod fals atribuite pentru că opera lui a fost scrisă în proză și nu prezintă nici o asemănare cu opera dedicată regelui Bithyniei (Periegesis ad Nicomedem regem). Astfel a fost descoperit și autorul care este cunoscut astăzi sub numele de Pseudo-Scymnus. 